# 席慕蓉
席慕蓉（1943年10月15日—），蒙古名穆倫·席連勃，臺灣散文家、詩人、畫家。蒙古族背景，出生於重慶，成長於香港，就讀香港同濟中學小學部，後移居台灣。國立臺灣師範大學美術系畢業，曾於新竹師院、東海大學美術系任教。
其代表作為1981年诗集《七里香》，熱銷致短時間內重印六次。數年後出版第二本詩集《無怨的青春》。另一佳作《出塞曲》曾經過蔡琴、張清芳以流行歌曲演繹。其他作品還被中國蒙古族歌手齐峰改編為歌曲，如《父亲的草原母亲的河》。1979年四月，開始研究雷射繪畫，舉辦數次個展，是一位專攻油畫並兼習版畫的藝術家，並曾獲比利時皇家金牌獎。

## 作品

### 詩集
- 《七里香》，1981年
- 《無怨的青春》
- 《時光九篇》
- 《邊緣光影》
- 《迷途詩冊》
- 《我折疊著我的愛》
- 《以詩之名》 [3]
- 《當夏夜芳馥》詩畫精選輯
- 《英雄時代》，圓神，2020年12月1日[4]

### 散文集
- 《有一首歌》
- 《江山有待》
- 《金色的馬鞍》
- 《席慕蓉精選集》
- 《人間煙火》
- 《寫生者》
- 《評論十家》
- 《我家在高原上》
- 《寧靜的巨大》
- 《寫給海日汗的21封信》
- 《成長的痕跡》
- 《給我一個島》

### 美術論著
- 《心靈的探索》
- 《雷色藝術異論》
- 《彩墨．千山．馬白水》

日記
- 《2006/席慕蓉》

### 歌曲
- 《父亲的草原母亲的河》[5]

## 家庭
- 父：席振鐸（蒙名拉席敦多克），察哈爾盟明安旗人[6]，蒙古察哈爾部選出之第一屆立法委員。
- 母：樂竹芳（蒙名巴音比利格），昭烏達盟克什克騰旗人，蒙古察哈爾八旂羣選出之第一屆國民大會代表。
- 姊：席慕德，聲樂家，台灣師範大學藝術系及1966年以第一名成績於比利時布魯塞爾皇家藝術學院畢業。
- 夫：國立中央大學光電科學系教授劉海北[7]，兩人育有一子一女。
- 女：劉芳慈為鋼琴演奏者。
- 子：劉安凱為財務專長，暱稱韃靼馬蹄，現與其母定居於台北，為全球知名財會公司合夥人。

## 外部連結
- 臺北市政府文化局華文文學資訊平台介紹 （页面存档备份，存于）
- 席慕蓉唯一官網:年表 - 圓神書活網 （页面存档备份，存于）